# Bank of Montreal
Die Bank of Montreal (BMO), frz. Banque de Montréal, ist die viertgrößte Bank Kanadas mit offiziellem Hauptsitz in Montreal, aber seit 1977 mit operativem Hauptsitz in Toronto. Das Unternehmen ist im kanadischen Finanzindex S&P/TSX 60 gelistet und an der Toronto Stock Exchange sowie am New York Stock Exchange notiert.
Die im Jahr 1817 gegründete Bank of Montreal ist die älteste Bank Kanadas. Sie agiert gegenwärtig unter dem Firmennamen BMO Financial Group. Die Dienstleistungen der Bank selbst werden unter dem BMO Bank of Montreal abgewickelt.

## Geschichte

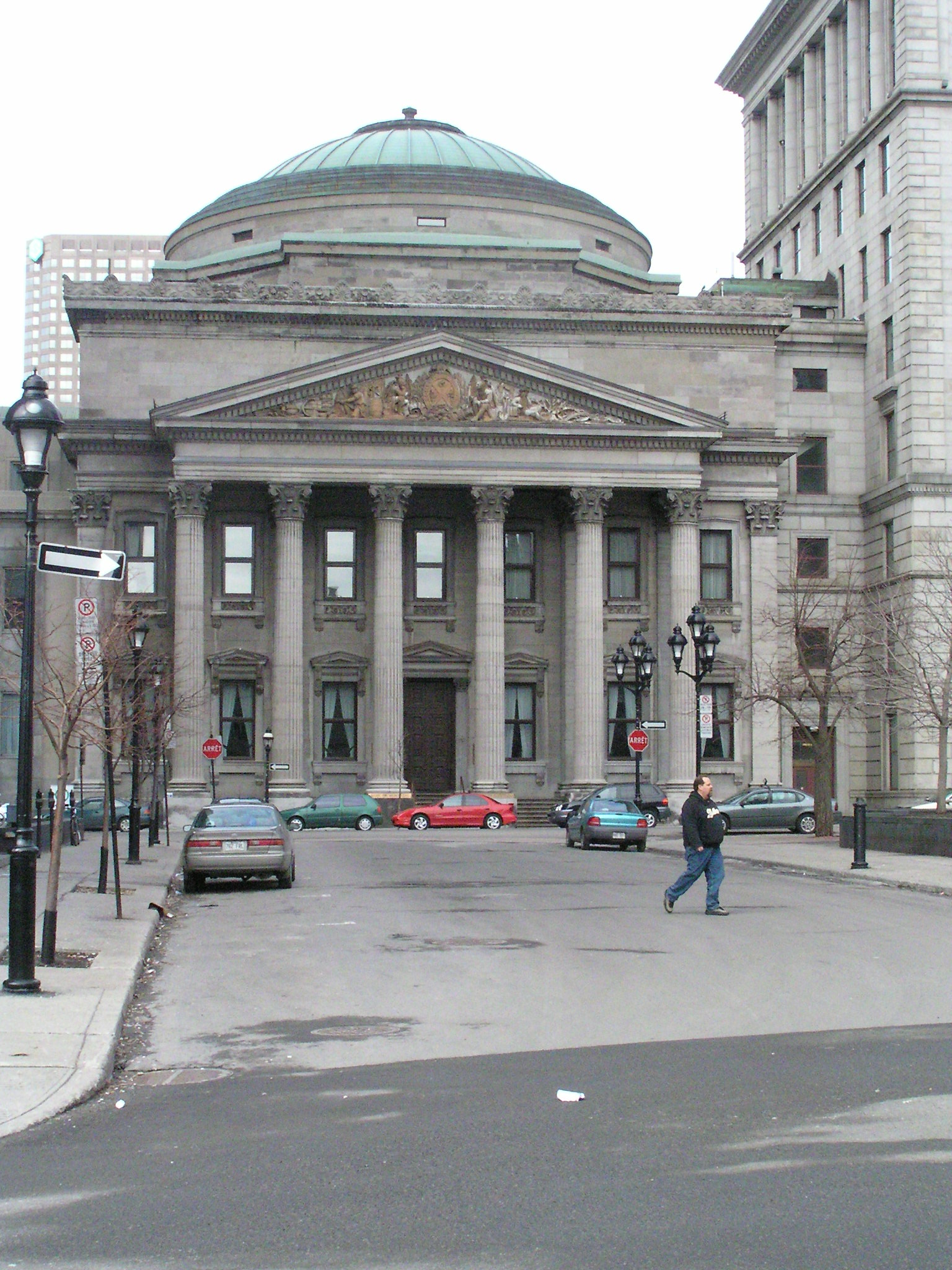
Das erste Gebäude der BMO

Die Bank of Montreal ist Kanadas älteste amtlich zugelassene Bank. Am 3. November 1817 eröffnete die Bank ihre erste Filiale in Montréal. In den ersten Jahren ihres Bestehens belegte die Bank ein kleines Gebäude in der Rue Saint-Paul. John Grey, ein pensionierter Kurzwarenhändler, war der erste Präsident der Bank und Robert Griffin arbeitete als erster Kassierer.
Die Bank of Montreal diente bis zur Gründung der Bank of Canada im Jahre 1934 als Zentralbank für Kanada. Sie spielte eine große Rolle in der Entwicklung des Landes und finanzierte in den 1880er Jahren den Bau der ersten transkontinentalen Eisenbahn mit. Als die erste kanadische Bank, die eine Zweigstelle in Europa eröffnete, ist die Bank of Montreal heute eine bedeutende internationale Bank mit über 1100 Zweigstellen in Kanada und dem Rest der Welt. Wegen der Separationsbestrebungen der Provinz Quebec zog die Bank 1977 ihren operativen Hauptsitz nach Toronto um.

### Fusionen
In ihrer Geschichte hat die Bank of Montreal Fusionen mit anderen kanadischen Banken vollzogen:
- Commercial Bank of Canada (1868)
- Exchange Bank of Yarmouth (1903)
- People’s Bank of Halifax (1905)
- People’s Bank of New Brunswick (1907)
- Bank of British North America (1918)
- Merchants Bank of Canada (1922)
- Molson Bank (1925)

## Geschäftsbereiche
BMO Bank of Montreal ist ein Zweig der BMO Financial Group:
- BMO Bank of Montreal — banking services
- BMO Harris — US operations
- BMO InvestorLine
- BMO Life
- BMO Nesbitt Burns

Die Aktie der Bank wird sowohl an der Torontoer als auch der New Yorker Börse unter dem Symbol BMO gehandelt.

## Hauptsitze

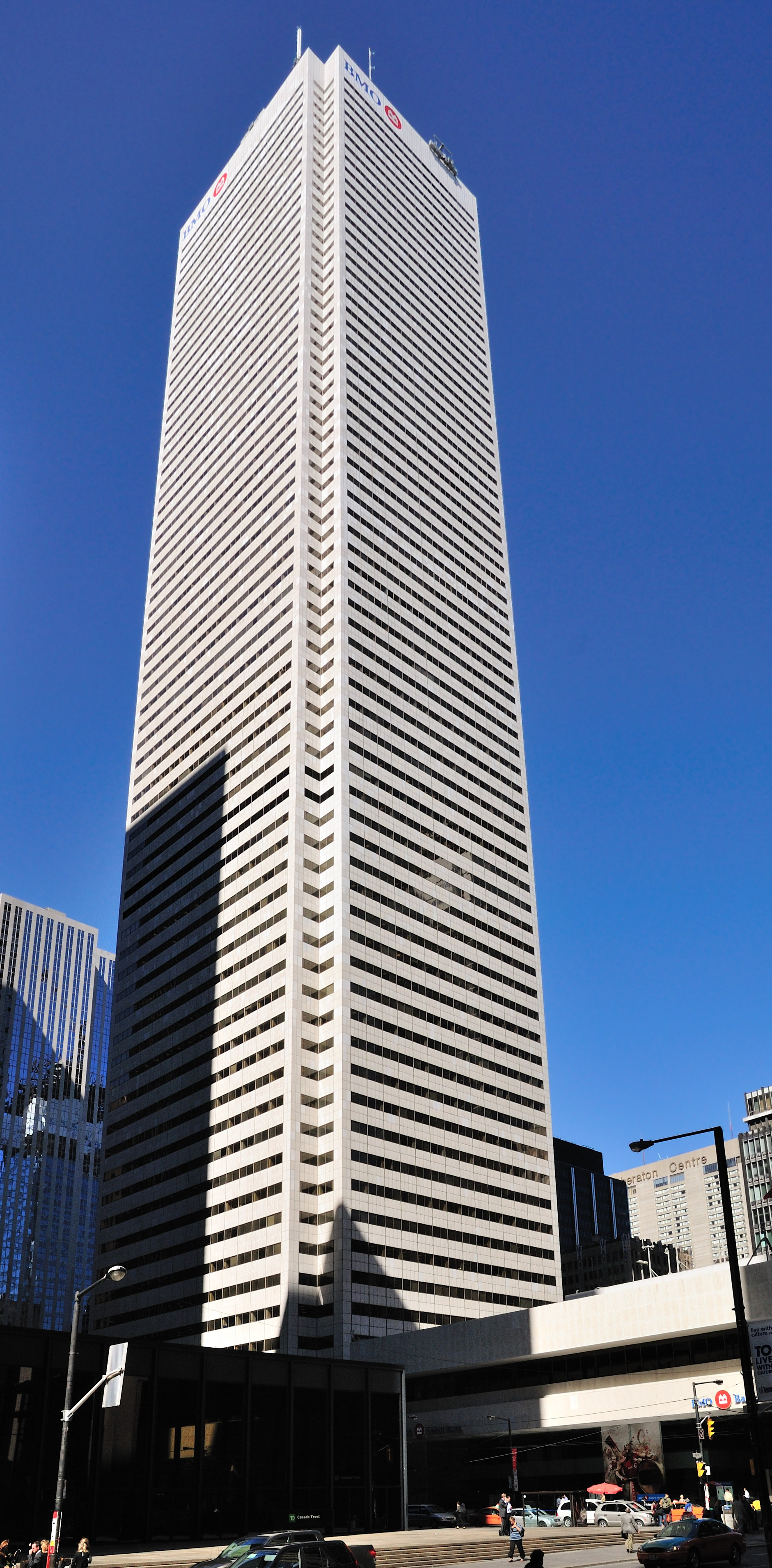
First Canadian Place: der heutige Hauptsitz der BMO

Die BMO hat immer noch ein Büro in Montreal, welches sich in der Rue Saint-Jacques befindet. Jedoch unterhält dieses nur noch das wirtschaftliche (und begrenzt auch das politische) Verhältnis zur Provinz Québec. Die meisten Entscheidungen werden im offiziellen Hauptsitz der Bank in Toronto getätigt, welcher sich im First Canadian Place befindet.

## Aktuelle Fusionen und Fusionsabsichten

### Kauf der Harris Bankcorp (1984)
1984 hat die Bank ihren Einflussbereich durch die Kauf der Chicagoer Harris Bank um ein großes Stück erweitert.

### Vorschlag einer Fusion mit der RBC (1998)
1998 schockte die Bank of Montreal die kanadischen Banker, als sie Pläne veröffentlichte, sich mit der Royal Bank of Canada zusammenzuschließen. Diesen Zusammenschluss hat die kanadische Regierung jedoch später verhindert.

### Kauf von Diners Club (2009)
Am 24. November 2009 gab Citigroup bekannt, Diners Club an die Bank of Montreal zu verkaufen. Die Transaktion steht unter dem Vorbehalt der Genehmigung durch die Kartellbehörden und soll zum 31. März 2010 abgeschlossen werden. Durch die Übernahme erweitert der Bankkonzern seine Marktposition im Kreditkartengeschäft in Nordamerika.

### Übernahme von Marshall & Ilsley (2010)
Am 17. Dezember 2010 gab die Bank of Montreal bekannt, dass man Marshall & Ilsley für 4,1 Mrd. US-Dollar mittels eines Aktientausches übernehmen wird. Die Übernahme soll bis zum 31. Juli 2011 abgeschlossen werden.

## Mitgliedschaften
Die BMO ist Mitglied der Canadian Bankers Association (CBA) und registriertes Mitglied der Canada Deposit Insurance Corporation (CDIC), eine Agentur auf Bundesebene, die den Geldverkehr aller amtlich registrierten Banken Kanadas sichert. Außerdem ist sie Mitglied folgender Gruppen:
- Interac
- Mastercard International
- Cirrus Network for MasterCard card users